# Antoine Marie Schwartz
Pour les articles homonymes, voir Schwartz.
Antoine Marie Schwartz (Baden, 28 février 1852 - Vienne, 15 septembre 1929) est un prêtre catholique autrichien fondateur de la congrégation des ouvriers chrétiens de saint Joseph de Calasanz et reconnu bienheureux par l'Église catholique.

## Biographie
Dans sa jeunesse, il chante dans un chœur d’enfants dans le groupement paroissial Heiligenkreuz et étudie au schottengymnasium à Vienne. En 1869 il entre chez les piaristes à Krems puis quitte l’ordre et entre au séminaire de Vienne. Après ses études de théologie il est ordonné prêtre le 25 juillet 1875 par le cardinal Joseph Othmar von Rauscher et choisit « Marie » comme second prénom. Il est ensuite chapelain à Marchegg et à partir de 1879 il devient aumônier à Vienne dans un hospice tenu par les sœurs de la Miséricorde. C’est là que sœur Magdalena Kühtreiber l’aide à prendre conscience de la détresse des travailleurs.
En 1882, il fonde une association catholique d’apprentis. À partir de 1886, Antoine-Marie se dédie pleinement à l’accompagnement des apprentis. Il ouvre un refuge pour les apprentis et fonde une association sous le nom d'« Œuvres de charité de Saint Joseph Calasanz ». En 1888, il crée un bureau dédié à proposer gratuitement de l’aide pour trouver des places comme apprenti. Le 24 novembre 1889, il fonde la congrégation des ouvriers chrétiens de saint Joseph de Calasanz dont les membres sont appelés communément les calasantins.
Il fait construire plusieurs hospices, qu’il nomme « oratoires pour les jeunes », il milite pour que les ouvriers soient dispensés de travailler le dimanche, pour la journée de travail de huit heures, pour que les apprentis aient des vacances, pour les syndicats, pour le respect des travailleurs et la couverture sociale. Il participe aussi à des grèves. Il a également à cœur de former et instruire religieusement les jeunes ouvriers et apprentis.
Jusqu’à sa mort il dirige son institut mais ne rencontre pas la compréhension et la reconnaissance qu’il aurait souhaité. L’archevêque de Vienne Anton Josef Gruscha qui ne s’intéresse guère aux problèmes des ouvriers et est lui aussi à la tête d’une institution dévolue à des problématiques sociales ne voit longtemps dans le père qu’un concurrent. Ce n’est pas avant 1939 que le Saint-Siège approuve les calasantins. Le 21 juin 1998, Jean-Paul II le béatifie.